# Новосады (Хайнувский повет)
Новосады (пол. Nowosady) — деревня в Хайнувском повете Подляского воеводства Польши. Входит в состав гмины Хайнувка. По данным переписи 2011 года, в деревне проживало 418 человек.

## География
Деревня расположена на северо-востоке Польши, на расстоянии приблизительно 7 километров к северу от города Хайнувка, административного центра повета. Абсолютная высота — 169 метров над уровнем моря. Через Новосады проходит региональная автодорога 685.

## История
В конце XVIII века Новосады входили в состав Берестейского повета Берестейского воеводства Великого княжества Литовского.
Согласно «Указателю населенным местностям Гродненской губернии, с относящимися к ним необходимыми сведениями», в 1905 году в деревне Новосады проживало 566 человек. В административном отношении деревня входила в состав Масевской волости Пружанского уезда (4-го стана).
Согласно переписи 1921 года, в деревне проживало 308 человек в 81 доме. В национальном составе населения преобладали белорусы (159 человек) и поляки (146 человек). Большинство верующих исповедовало православие.
В период с 1975 по 1998 годы Новосады являлись частью Белостокского воеводства.